# 野々目良子
野々目 良子（ののめ よしこ、1977年2月7日 - ）は、日本の女性俳優、声優。滋賀県出身。大阪芸術大学卒業。舞台では客演など精力的に活動。過去には、名優・橋爪功氏主宰の「菜の花舞台」に参加し「勧進帳」の女弁慶を演じた。吹き替えでは「私はラブ・リーガール」シリーズの主人公役などがある。エーミュージック所属。

## 出演作品
太字は主役・メインキャラクター

### テレビ
- 行列のできる法律相談所
- 最後の赤紙配達人
- さわやか3組
- CAとお呼びっ!
- 人生が変わる1分間の深イイ話
- Pハート
- ルビコンの決断
- わたしが子どもだったころ
- 四つ葉神社ウラ稼業 失恋保険〜告らせ屋〜
- 猫弁と透明人間
- 正義の天秤 Season2 第2話
- 犬神家の一族　2023年度版、NHK 、女中役
- ドラマ24「ディアマイベイビー」第5話　女性（拓人を探す恵子に声をかける）2025年テレビ東京

### 映画
- ありがとう
- ALWAYS 三丁目の夕日
- ALWAYS 続・三丁目の夕日
- ALWAYS 三丁目の夕日'64
- Dolls

### 吹き替え
- 運命の女
- 学園パトロール フィルモア
- セルラー
- TOUCH/タッチ（アレグラ）
- デス・サイト
- ブラザー・サン シスター・ムーン
- マイアミ・ブルース
- ミクロキッズ
- ミス・マープル
- ミッシング
- ラフ・ナイト 史上最悪!?の独身さよならパーティー（アリス〈ジリアン・ベル〉）
- ルール
- 私はラブ・リーガル（ジェーン・ビンガム〈ブルック・エリオット〉）

### CF
- 三菱ekワゴン
- コニカミノルタ
- よっちゃんいか
- JA CM  2024

### PV
- TOKIO「ラブラブマンハッタン」